# Sommer-Paralympics 2016/Schießen
Bei den Sommer-Paralympics 2016 in Rio de Janeiro wurden in insgesamt zwölf Wettbewerben im Schießen Medaillen vergeben, dabei entfielen je drei auf die Männer- und Frauen- sowie sechs auf die Mixed-Wettbewerbe. Die Entscheidungen fielen zwischen dem 8. und dem 14. September 2016 im Olympic Shooting Centre.

## Klassen
Die Athleten starten in zwei Klassen, SH1 und SH2. In der Klasse SH1 starten Schützen, die keinen Gewehrauflageständer benötigen, in Klasse SH2 Sportler, die einen solchen brauchen.

## Ergebnisse Männer

### Luftpistole 10 Meter (SH1)
| Platz | Land | Schütze               | Ringe     |
| ----- | ---- | --------------------- | --------- |
| 1     | CHN  | Yang Chao             | 198,2 FPR |
| 2     | KOR  | Lee Ju Hee            | 195,6     |
| 3     | UZB  | Server Ibragimov      | 172,1     |
| 4     | POL  | Szymon Sowinski       | 153,4     |
| 5     | KOR  | Seo Youngkyun         | 133,6     |
| 6     | GBR  | Stewart Nangle        | 112,5     |
| 7     | HRV  | Damir Bosnjak         | 091,7     |
| 8     | TUR  | Muharrem Korhan Yamac | 071,7     |

Datum: 9. September 2016

### Luftgewehr 10 Meter (SH1)
| Platz | Land | Schütze                 | Ringe     |
| ----- | ---- | ----------------------- | --------- |
| 1     | CHN  | Dong Chao               | 205,8 FOR |
| 2     | UAE  | Abdulla Sultan Alaryani | 202,6     |
| 3     | KOR  | Kim Suwan               | 181,7     |
| 4     | KOR  | Lee Jangho              | 161,4     |
| 5     | SRB  | Laslo Suranji           | 139,0     |
| 6     | KOR  | Park Jin Ho             | 120,6     |
| 7     | FRA  | Didier Richard          | 100,5     |
| 8     | CHN  | Gou Dingchao            | 079,9     |

Datum: 8. September 2016

### Freies Gewehr 50 Meter (SH1)
| Platz | Land | Schütze                 | Ringe     |
| ----- | ---- | ----------------------- | --------- |
| 1     | SRB  | Laslo Šuranji           | 453,7 FPR |
| 2     | UAE  | Abdulla Sultan Alaryani | 451,6     |
| 3     | ISR  | Doron Shaziri           | 437,5     |
| 4     | FRA  | Didier Richard          | 424,7     |
| 5     | UAE  | Abdulla Saif Alaryani   | 415,6     |
| 6     | CHN  | Dong Chao               | 404,7     |
| 7     | KOR  | Park Jin-ho             | 394,2     |
| 8     | CHN  | Gou Dingchao            | 392,5     |

Datum: 12. September 2016

## Ergebnisse Frauen

### Luftpistole 10 Meter (SH1)
| Platz | Land | Schützin                 | Ringe     |
| ----- | ---- | ------------------------ | --------- |
| 1     | IRI  | Sareh Javanmardidodmani  | 193,4 FPR |
| 2     | UKR  | Olga Kovalchuk           | 191,2     |
| 3     | TUR  | Aysegul Pehlivanlar      | 172,3     |
| 4     | AZE  | Yelena Taranova          | 148,8     |
| 5     | HUN  | Krisztina David          | 128,8     |
| 6     | TUR  | Aysel Ozgan              | 110,1     |
| 7     | MKD  | Olivera Nakovska-Bikova  | 092,8     |
| 8     | IRI  | Alieh Mahmoudikordkheili | 072,7     |

Datum: 9. September 2016

### Luftgewehr 10 Meter (SH1)
| Platz | Land | Schützin            | Ringe     |
| ----- | ---- | ------------------- | --------- |
| 1     | SVK  | Veronika Vadovicova | 207,8 FOR |
| 2     | CHN  | Zhang Cuipin        | 206,3     |
| 3     | CHN  | Yan Yaping          | 183,6     |
| 4     | KOR  | Lee Yunri           | 164,1     |
| 5     | AUS  | Natalie Smith       | 142,5     |
| 6     | NOR  | Monica Lillehagen   | 119,3     |
| 7     | CHN  | Bai Xiahong         | 098,1     |
| 8     | KOR  | Kang Myung Soon     | 079,2     |

Datum: 8. September 2016

### Sportgewehr 50 Meter (SH1)
| Platz | Land | Schützin            | Ringe     |
| ----- | ---- | ------------------- | --------- |
| 1     | CHN  | Zhang Cuipin        | 455,4 FPR |
| 2     | SVK  | Veronika Vadovicova | 449,4     |
| 3     | KOR  | Lee Yunri           | 437,8     |
| 4     | DEU  | Manuela Schmermund  | 423,2     |
| 5     | GBR  | Lorraine Lambert    | 412,0     |
| 6     | CHN  | Yan Yaping          | 401,6     |
| 7     | DEU  | Natascha Hiltrop    | 390,9     |
| 8     | AUS  | Natalie Smith       | 389,5     |

Datum: 13. September 2016

## Ergebnisse Mixed

### Sportpistole 25 Meter (SH1)
| Platz | Land | Schütze/Schützin |
| ----- | ---- | ---------------- |
| 1     | CHN  | Huang Xing       |
| 2     | SWE  | Joackim Norberg  |
| 3     | KOR  | Lee Ju-hee       |
| 4     | AUS  | Christopher Pitt |

Datum: 11. September 2016

### Freie Pistole 50 Meter (SH1)
| Platz | Land | Schütze/Schützin        | Ringe     |
| ----- | ---- | ----------------------- | --------- |
| 1     | IRI  | Sareh Javanmardidodmani | 189,5 FPR |
| 2     | CHN  | Yang Chao               | 160,8     |
| 3     | UKR  | Oleksii Denysiuk        | 160,8     |
| 4     | MKD  | Olivera Nakosvka-Bikova | 138,1     |
| 5     | KOR  | Lee Ju-hee              | 118,4     |
| 6     | UKR  | Olga Kovalchuk          | 094,5     |
| 7     | TUR  | Cevat Karagöl           | 080,2     |
| 8     | GBR  | Stewart Nangle          | 064,3     |

Datum: 14. September 2016

### Luftgewehr liegend 10 Meter (SH1)
| Platz | Land | Schütze/Schützin    | Ringe     |
| ----- | ---- | ------------------- | --------- |
| 1     | SVK  | Veronika Vadovicova | 212,5 FPR |
| 2     | DEU  | Natascha Hiltrop    | 211,5     |
| 3     | KOR  | Lee Jangho          | 189,7     |
| 4     | SVK  | Radoslav Malenovský | 186,3     |
| 5     | CHN  | Zhang Cuiping       | 147,2     |
| 6     | UKR  | Iurii Stoiev        | 125,2     |
| 7     | NZL  | Gregory Reid        | 103,7     |
| 8     | KOR  | Park Jin Ho         | 081,9     |

Datum: 10. September 2016

### Freies Gewehr liegend 50 Meter (SH1)
| Platz | Land | Schütze/Schützin        | Ringe     |
| ----- | ---- | ----------------------- | --------- |
| 1     | CHN  | Zhang Cuipin            | 206,8 FPR |
| 2     | UAE  | Abdulla Sultan Alaryani | 206,5     |
| 3     | SRB  | Laslo Šuranji           | 185,2     |
| 4     | KOR  | Park Jin Ho             | 164,0     |
| 5     | USA  | John Joss III           | 141,4     |
| 6     | SVK  | Veronika Vadovicova     | 122,1     |
| 7     | GBR  | Matt Skelhon            | 100,8     |
| 8     | UAE  | Abdulla Saif Alaryani   | 078,1     |

Datum: 14. September 2016

### Luftgewehr liegend 10 Meter (SH2)
| Platz | Land | Schütze/Schützin      | Ringe     |
| ----- | ---- | --------------------- | --------- |
| 1     | UKR  | Vasyl Kovalchuk       | 211,7 FPR |
| 2     | KOR  | Kim Geunsoo           | 211,2     |
| 3     | USA  | McKenna Dahl          | 189,5     |
| 4     | FRA  | Tanguy de La Forest   | 167,5     |
| 5     | KUW  | Atef Aldousari        | 146,5     |
| 6     | CAN  | Doug Blessin          | 124,9     |
| 7     | SLV  | Gorazd Franček Tiršek | 104,1     |
| 8     | SWE  | Philip Jonsson        | 083,0     |

Datum: 10. September 2016

### Luftgewehr 10 Meter (SH2)
| Platz | Land | Schütze/Schützin      | Ringe     |
| ----- | ---- | --------------------- | --------- |
| 1     | SVN  | Veselka Pevec         | 211,0 FPR |
| 2     | SVN  | Gorazd Franček Tiršek | 210,8     |
| 3     | KOR  | Kim Guensoo           | 189,4     |
| 4     | FRA  | Tanguy de La Forest   | 166,9     |
| 5     | NZL  | Michael Johnson       | 142,4     |
| 6     | KUW  | Atef Aldousari        | 124,9     |
| 7     | UKR  | Vasyl Kovalchuk       | 103,0     |
| 8     | SWE  | Philip Jonsson        | 082,5     |

Datum: 10. September 2016

## Medaillenspiegel Schießen
| Medaillenspiegel Schießen | Medaillenspiegel Schießen    | Medaillenspiegel Schießen    | Medaillenspiegel Schießen | Medaillenspiegel Schießen | Medaillenspiegel Schießen |
| Platz                     | Land                         | Goldmedaille – Olympiasieger | Silbermedaille – 2. Platz | Bronzemedaille – 3. Platz | Gesamt                    |
| ------------------------- | ---------------------------- | ---------------------------- | ------------------------- | ------------------------- | ------------------------- |
| 01                        | Volksrepublik China          | 5                            | 2                         | 1                         | 8                         |
| 02                        | Slowakei                     | 2                            | 1                         | –                         | 3                         |
| 03                        | Iran                         | 2                            | –                         | –                         | 2                         |
| 04                        | Ukraine                      | 1                            | 1                         | 1                         | 3                         |
| 05                        | Slowenien                    | 1                            | 1                         | –                         | 2                         |
| 06                        | Serbien                      | 1                            | –                         | 1                         | 2                         |
| 07                        | Vereinigte Arabische Emirate | –                            | 3                         | –                         | 2                         |
| 08                        | Südkorea                     | –                            | 2                         | 5                         | 7                         |
| 09                        | Deutschland                  | –                            | 1                         | –                         | 1                         |
| 09                        | Schweden                     | –                            | 1                         | –                         | 1                         |
| 11                        | Israel                       | –                            | –                         | 1                         | 1                         |
| 11                        | Türkei                       | –                            | –                         | 1                         | 1                         |
| 11                        | Vereinigte Staaten           | –                            | –                         | 1                         | 1                         |
| 11                        | Usbekistan                   | –                            | –                         | 1                         | 1                         |